# آرکادی خاچاتریان
آرکادی خاچاتریان (ارمنی: Արկադի Խաչատրյան؛ زادهٔ ۲۹ ژانویهٔ ۱۹۷۵ در ایروان) سیاست‌مدار اهل ارمنستان است؛ که از تاریخ ۱۴ ژانویه ۲۰۱۹ نماینده دوره هفتم مجلس ملی جمهوری ارمنستان از حوزه انتخابیه استان شیراک می‌باشد.

## زندگی‌نامه
در ۲۹ ژانویهٔ ۱۹۷۵ در ایروان به دنیا آمد و از دانشگاه دولتی ایروان فارغ‌التحصیل شد.  میناسیان عضو ارمنستان روشن می‌باشد